# 2014年世界羽聯第四級別賽事
2014年世界羽聯第四級別賽事為世界羽球聯盟在2014年舉辦包含國際挑戰賽、國際系列賽、未來系列賽三個級別在內的所有世界羽聯第四級別賽事。

## 賽事列表
以下為世界羽聯公布的賽程：
| 賽事                 | 賽事級別   | 舉辦城市   | 日期    | 日期    |
| 賽事                 | 賽事級別   | 舉辦城市   | 開始    | 結束    |
| -------------------- | ---------- | ---------- | ------- | ------- |
| 愛沙尼亞羽毛球國際賽 | 國際系列賽 | 塔林       | 1月9日  | 1月12日 |
| 瑞典羽毛球大師賽     | 國際挑戰賽 | 乌普萨拉   | 1月16日 | 1月19日 |
| 冰島羽毛球國際賽     | 國際系列賽 | 雷克雅维克 | 1月23日 | 1月26日 |